# Groenrugfluiter
De groenrugfluiter (Pachycephala albiventris) is een zangvogel uit de familie Pachycephalidae (dikkoppen en fluiters).

## Verspreiding en leefgebied
De groenrugfluiter is endemisch op de Filipijnen en telt drie ondersoorten:
- P. a. albiventris: noordelijk Luzon (Cordillera Central en Sierra Madre)
- P. a. crissalis: centraal Luzon (Mount Banahaw en het Zambalesgebergte) en zuidelijk Luzon (Mount Isarog en Mount Mayon).
- P. a. mindorensis: Mindoro.

## Status
De grootte van de populatie is niet gekwantificeerd maar de soort wordt omschreven als algemeen tot plaatselijk zeer talrijk. Op de Rode lijst van de IUCN heeft deze soort de status niet bedreigd.